# Bajor-Alpok
A Bajor-Alpok Németország legmagasabb hegysége, egyben egyetlen magashegysége. Bajorország tartomány déli részén található. Három nagy részre oszlik:
- Keleten a Berchtesgadeni-Alpok (Berchtesgadener Alpen), legmagasabb pontja a 2713 méter magas Watzmann, ez Németország 3. legmagasabb csúcsa.
- Középen a Wetterstein-hegység (Wettersteingebirge), legmagasabb pontja a 2963 méter magas Zugspitze, ez egyben Németország legmagasabb hegye.
- Nyugaton az Allgäui-Alpok (Allgäuer-Alpen), legmagasabb pontja a 2224 méter magas Nebelhorn.